# Вільям Ґеддіс
Вільям Ґеддіс (англ. William Thomas Gaddis; 29 грудня 1922, Нью-Йорк — 16 грудня 1998, Іст-Гамптон) — американський письменник-постмодерніст, автор збірки есеїв та п'яти романів, два з яких («JR» та «A Frolic of His Own»), були відзначені Національною книжковою премією премією, а один («The Recognitions») — потрапив до ста найкращих книжок за версією "Time's". Вплинув на більшість американських письменників-постмодерністів, зокрема на Томаса Пінчона, Джозефа Макелроя та Девіда Фостера Воллеса.

## Біографія
Народився в Нью-Йорку, в родині фінансиста та політика, яка, втім, перестала існувати коли майбутньому прозаїкові виповнилося три роки. Замолоду — опісля навчання у Гарварді працював у часописі «Нью-Йоркер» і мандрував світом. У 1950-х роках познайомився з представниками біт-покоління і навіть став прототипом одного з персонажів міні-роману Джека Керуака «Підземні»

## Твори
Романи
- "The Recognitions" (Впізнавання) (1955)
- "JR" (JR (роман)) (1975)
- Carpenter's Gothic (Теслярська ґотика) (1985)
- A Frolic of His Own (Його власні фіґлі) (1994)
- Agapē Agape (Агапе агов) (2002) — (український переклад: Ґеддіс В. Агапе агов. — К., Темпора, 2016. — 136 с.)

Есеїстика
- The Rush for Second Place (Боротьба за друге місце)